# Lamia El Aaraje
Lamia El Aaraje, née le 22 novembre 1986 à Rabat (Maroc), est une femme politique française d'origine marocaine.
Elle est porte-parole du Parti socialiste (PS). Depuis juillet 2020, elle est conseillère de Paris, présidente de la 3e commission du Conseil de Paris (espace public, sécurité et transports). De juin 2021 à janvier 2022, elle fut députée de la 15e circonscription de Paris. Après l'invalidation de son élection, elle est nommée adjointe à la maire de Paris en novembre 2022.
Le 16 février 2023, elle est élue première secrétaire fédérale du PS à Paris.

## Biographie
Lamia Marie-Anne El Aaraje est née à Rabat (Maroc) en 1986, d'un père travaillant dans la maintenance de réseaux télécoms et d'une mère laborantine. Elle arrive en France en 2004, à Limoges, où elle suit des études de pharmacie.

### Vie professionnelle
Docteur en pharmacie, elle soutient en octobre 2013 une thèse d’exercice sur l'« Évolution des concepts de santé publique et d’éducation à la santé et rôle de l'école dans leur promotion ».
Parallèlement, elle complète sa formation en devenant juriste en droit de la santé et du médicament. Lamia El Aaraje commence sa carrière professionnelle à la Haute Autorité de santé en tant que stagiaire, avant de rejoindre l’équipe parlementaire de Catherine Lemorton, présidente de la commission des Affaires sociales, pendant la XIVe législature. Par la suite, elle travaille comme cadre dans des mutuelles de santé (Mutuelle des Étudiants et Intériale Mutuelle)[source secondaire nécessaire].

### Parcours politique
Étudiante engagée depuis son entrée à l’université contre les inégalités et la reproduction sociale, elle rejoint l’UNEF, dont elle devient présidente de la section locale de l'université de Limoges puis membre du Collectif national de 2010 à 2012. En 2012, elle est l'une des benjamines du Conseil national du Parti socialiste à la suite du congrès de Toulouse.
Lors des élections municipales de 2014, elle est candidate sur la liste d’Anne Hidalgo menée dans le 20e arrondissement par Frédérique Calandra. Elle devient la benjamine du conseil d’arrondissement et est désignée adjointe chargée de la santé, du conseil local de la santé mentale et du handicap. Elle devient par la suite présidente du groupe socialiste, républicain et apparentés[réf. souhaitée].
Elle est de nouveau candidate PS sur la liste d’Anne Hidalgo menée par Éric Pliez dans le 20e arrondissement pour les élections municipales de 2020. Après la victoire de la liste socialiste face à celles des Républicains et de La France insoumise, elle devient conseillère de Paris en juin 2020 et présidente de la troisième commission du Conseil de Paris.
En juin 2021, à la suite de la démission de la députée de la 15e circonscription de Paris George Pau-Langevin, devenue adjointe du Défenseur des droits, elle remporte l’élection législative partielle avec 56,56 % des voix face à Danielle Simonnet (LFI). Cette victoire, dans une circonscription historiquement ancrée à gauche depuis de nombreuses années, marque la fin d’une campagne longue de plusieurs mois du fait de la crise sanitaire et de reports du scrutin du fait du contexte sanitaire lié au Covid-19.
Elle entre à l'Assemblée nationale le 7 juin 2021 et intègre la commission des Lois au nom du groupe PS. Elle prend position en faveur de la vaccination obligatoire contre le Covid-19, de la levée des brevets sur ces vaccins pour un accès mondial à ce bien commun et s’oppose au passe sanitaire, qui selon elle porte gravement atteinte aux libertés individuelles.
Le 28 janvier 2022, le Conseil constitutionnel annule l'élection de juin 2021 qu'elle a remportée, car l'un de ses adversaires en lice se présentait sous une fausse identité et revendiquait publiquement une investiture qu'il n'avait pas reçue, causant du tort à son adversaire. Les élections législatives se tenant quelques mois plus tard, il n'y a pas de partielle et le siège reste vacant.
À la suite des accords conclus par la NUPES, Lamia El Aaraje n'est pas investie pour les élections législatives de 2022. Elle se présente malgré tout, face à la candidate investie par la NUPES, Danielle Simonnet (LFI). Sa candidature est soutenue par l'ancien Premier ministre Lionel Jospin. Durant sa campagne elle reçoit le soutien officiel du Parti socialiste. Elle obtient 41,55 % des voix au second tour contre 58,45 % pour son adversaire Danielle Simonnet, qui remporte l'élection.
À l'approche du congrès de 2023 du PS, elle est l’une des porte-paroles du courant « Refondations », s'opposant à Olivier Faure et à la NUPES. À la suite des premières journées du courant à Montpellier, elle est désignée co-présidente de Refondations aux côtés de Nicolas Mayer-Rossignol.
Le 17 novembre 2022, Lamia El Aaraje est nommée adjointe à la maire de Paris chargée de l'Accessibilité universelle et des Personnes en situation de handicap. Le 8 juillet 2024, lors de la passation du poste de premier adjoint et des délégations d'Emmanuel Grégoire à Patrick Bloche, Anne Hidalgo confie à Lamia El Aaraje les délégations d'adjointe chargée de l'Architecture et de l'Urbanisme.
En février 2023, après le congrès de Marseille, Lamia El Aaraje est élue première secrétaire de la Fédération parisienne du PS, avec 60,1 % des suffrages, face à Emma Rafowicz, adjointe au maire du 11e arrondissement et présidente des Jeunes socialistes. Elle succède à David Assouline.

## Affaires médiatiques
En novembre 2022, une ex-collaboratrice de Lamia El Aaraje effectue un signalement pour harcèlement moral auprès d’Yves Charpenel, président de la commission de déontologie du Conseil de Paris (CDCP). L’affaire est en cours d’instruction.
Par ailleurs, selon Le Parisien, la maire de Paris Anne Hidalgo saisit la CDCP afin de rendre un avis sur un conflit d’intérêts qui pourrait exister après l'arrivée de son conjoint Julien Parelon comme chef de cabinet d’Anouch Toranian, adjointe à la maire de Paris chargée des associations.
Lamia El Aaraje réagit en se disant victime d'une « manipulation politique » et « d’un acharnement ».

## Affaires judiciaires

### 2024: diffamation envers Rachida Dati
Le 12 mars 2024, elle est condamnée en référé à 5 000 euros de dommages et intérêts pour avoir diffamé Rachida Dati. Elle annonce son intention de faire appel.